# Multan
Multān là một thành phố phía Đông Pakistan, thủ phủ của Multān Division, bên sông Chenab ở Punjab. Thành phố này có những ngành sản xuất: lụa, bông vải, thảm, gốm sứ. Multan là một trung tâm thương mại quan trọng buôn bán các sản phẩm của division như: bông, lúa mỳ, len lông cừu, đường, hạt có dầu, các mặt hàng chế tạo và chuyên chở các mặt hàng này đi những nơi khác bằng đường sắt. Thành phố Multan có Đại học Bahauddin Zakariya (1975).